# Кубок світу з біатлону 2013—2014 — етап 2
Другий етап Кубка світу з біатлону 2013—14 проходив в Гохфільцені, Австрія, з 6 по 8 грудня 2013 року. До програми етапу було включено 6 гонок: спринт та гонка переслідування у чоловіків та жінок, а також чоловіча та жіноча естафети.

## Гонки
Розклад гонок наведено нижче.
| Дата     | Час       | Гонка                            |
| -------- | --------- | -------------------------------- |
| 6 грудня | 10:30 CET | Чоловіки, спринт 10 км           |
| 6 грудня | 13:30 CET | Жінки, спринт 7,5 км             |
| 7 грудня | 11:30 CET | Жінки, естафета 4x6 км           |
| 7 грудня | 14:30 CET | Чоловіки, естафета 4x7,5 км      |
| 8 грудня | 11:30 CET | Чоловіки, переслідування 12,5 км |
| 8 грудня | 14:30 CET | Жінки, переслідування 10 км      |

## Чоловіки

### Призери
| Гонка:                                                                          | Золото:                                                                               | Час                                                       | Срібло:                                                                    | Час                                           | Бронза:                                                         | Час                                                       |
| Спринт 10 км Протокол [Архівовано 15 вересня 2015 у Wayback Machine.]           | Ларс Бергер Норвегія                                                                  | 25:02.0 (0+2)                                             | Мартен Фуркад Франція                                                      | 25:15.6 (0+0)                                 | Уле-Ейнар Б'єрндален Норвегія                                   | 25:17.3 (0+1)                                             |
| Естафета 4 x 7,5 км Протокол [Архівовано 4 жовтня 2015 у Wayback Machine.]      | Норвегія Ветле Шостад Крістіансен Уле-Ейнар Б'єрндален Тар'єй Бо Еміль Хегле Свендсен | 1:19:50.8 (0+1) (0+3) (0+0) (0+2) (0+0) (0+3) (0+0) (0+1) | Швеція Крістоффер Ерікссон Б'єрн Феррі Фредрик Ліндстрем Карл Юхан Бергман | 1:20:10.1 (0+0) (0+3) (0+0) (0+0) (0+0) (0+1) | Росія Олексій Волков Євген Устюгов Антон Шипулін Дмитро Малишко | 1:20:11.9 (0+1) (0+0) (0+0) (0+2) (0+1) (0+2) (0+3) (0+1) |
| Переслідування 12,5 км Протокол [Архівовано 15 вересня 2015 у Wayback Machine.] | Мартен Фуркад Франція                                                                 | 32:43.3 (0+0+1+0)                                         | Еміль Хегле Свендсен Норвегія                                              | 32:51.0 (0+0+1+0)                             | Тар'єй Бо Норвегія                                              | 33:00.9 (1+0+1+0)                                         |

## Жінки

### Призери
| Гонка:                                                                      | Золото:                                                          | Час                                                       | Срібло:                                                                       | Час                                                       | Бронза:                                                     | Час                                                       |
| Спринт 7,5 км Протокол [Архівовано 11 грудня 2013 у Wayback Machine.]       | Селіна Гаспарен Швейцарія                                        | 23:16.9 (0+1)                                             | Вероніка Віткова Чехія                                                        | 23:18.1 (0+0)                                             | Ірина Старих Росія                                          | 23:19.0 (0+0)                                             |
| Естафета 4 x 6 км Протокол [Архівовано 9 грудня 2013 у Wayback Machine.]    | Україна Юлія Джима Валя Семеренко Віта Семеренко Олена Підгрушна | 1:13:09.2 (0+0) (0+0) (0+1) (0+0) (0+1) (0+1) (0+0) (0+0) | Німеччина Франціска Пройс Андреа Генкель Франціска Гільдебранд Лаура Дальмаєр | 1:14:05.5 (0+1) (0+2) (0+1) (0+0) (0+0) (1+3) (0+0) (0+0) | Франція Марі Лор Брюне Софі Буаї Анаїс Шевальє Анаїс Бескон | 1:14:10.4 (0+0) (0+3) (0+0) (0+1) (0+1) (0+1) (0+0) (0+1) |
| Переслідування 10 км Протокол [Архівовано 9 грудня 2013 у Wayback Machine.] | Сіннове Солемдаль Норвегія                                       | 30:16.2 (1+0+0+0)                                         | Юлія Джима Україна                                                            | 30:27.7 (0+0+0+0)                                         | Кристина Палка Польща                                       | 30:31.3 (0+0+0+0)                                         |

## Досягнення
Найкращий виступ за кар'єру
|  |  |

Перша гонка в Кубку світу
|  |  |